# Sergio Bustamante
Sergio Bustamante (Cidade do México, 18 de outubro de 1934 — Puebla de Zaragoza, 22 de maio de 2014) foi um ator e dublador mexicano.

## Filmografia

### Cinema
- Acapulco La Vida Va (2014) ... Justo Monroy
- Catarsis (2010) .... Padre
- El mar muerto (2009) .... Cura
- Mi vida por ti (2009)
- Pamela por amor (2008)
- Dioses del México antiguo (1996) .... Narrador
- Sin retorno (1995)
- Memoria del cine mexicano (1993)
- Vampiro, guerrero de la noche (1993)
- Bosque de muerte (1993) .... Pai de Silvia
- Perros de presa (1992)
- Playa azul (1992) .... Engenheiro
- One Man's War (1991) .... Gomes
- Jóvenes delincuentes (1991)
- Descendiente de asesinos (1991) .... José Guzmán
- Secreto sangriento (1991) .... Don Rodolfo
- Perseguida (1991)
- Orgía de terror (1990)
- La mujer judicial (1990)
- Agua roja (1990)
- La tómbola de la muerte (1990)
- Los demonios del desierto (1990)
- Justiciero callejero (1990)
- Santa sangre (1989) .... Monseñor
- Fiesta de sangre (1989)
- Bonampak (1989)
- Su destino era matar (1988)
- Durazo, la verdadera historia (1988)
- Ratas de vecindad (1988)
- Robachicos (1986)
- Mientras México duerme (1986)
- De par en par (1986)
- El rey de oros (1984) .... Don Marcos
- Las glorias del gran Púas (1984)
- Veneno para las hadas (1984)
- Mercenarios de la muerte (1983) .... Kan Jen Mercenario
- El caballito volador (1982) .... Don Abusivo
- Espejismo de la ciudad (1976) .... Lorenzo Rojas
- Un mulato llamado Martín (1975)
- La odisea de los muñecos (1975)
- En busca de un muro (1974) .... Narrador
- Los miserables (1974) .... Jean Valjean
- El principio (1973)
- Todo por nada (1969)
- Valentín Armienta el vengador (1969)
- Lo prohibido (1967)
- La recta final (1966) .... Gato
- Un hombre en la trampa (1965)
- La sombra de los hijos (1964)
- El tejedor de milagros (1962)
- La tórtola del Ajusco (1962)
- Siguiendo pistas (1960)
- Vuelta al paraíso (1960) .... Doroteo
- Lágrimas de amor (1959)
- Ama a tu prójimo (1958)
- Una golfa (1958)

### Televisão
- A corazón abierto (2012) .... Prof. Silvestre Ramírez
- Emperatriz (2011) .... Justo del Real
- Quiéreme (2010) .... Victorio Dorelli
- Noche eterna (2008) .... Don Sebastián
- Alma legal (2008) .... Manuel
- Montecristo (2006-2007) .... Andres
- La heredera (2004-2005) .... Enrique
- La duda (2002-2003) .... Adolfo
- Cuando seas mía (2001-2002) .... Juan Francisco Sánchez Serrano Ugarte
- La calle de las novias (2000) .... Luis Cardozo
- La antorcha encendida (1996) .... Virrey José de Iturrigaray
- Agujetas de color de rosa (1994) .... Gino
- Buscando el paraíso (1993) .... Marcelo
- Cenizas y diamantes (1990) .... Dámaso Gallardo
- Infamia (1981) .... David Montalvo
- El amor llegó más tarde (1979) .... Adrián
- Un original y veinte copias (1978) .... Legorreta
- Los bandidos de Río Frío (1976) .... Relumbrón
- Mundos opuestos (1976)
- Los miserables (1973) .... Jean Valjean
- Aquí está Felipe Reyes (1972)
- La Constitución (1970)
- Cosa juzgada (1970)
- La gata (1970) .... Mariano Martínez Negrete
- Cadenas de angustia (1969) .... Sergio
- Rosario (1969)
- Fallaste corazón (1968) .... Alfonso
- Aurelia (1968) .... Agustín
- Incertidumbre (1967)
- Las víctimas (1967)
- Detrás del muro (1967)
- Lo prohibido (1967)
- Las momias de Guanajuato (1962)
- Cartas de amor (1960)
- Espejo de sombras (1960)

### Teatro
- El cántaro roto
- Los gallos salvajes
- Tamara
- Anita la huerfanita
- Los chicos de la banda
- Israfel
- Un sombrero de paja de Italia
- La vida es sueño
- El alquimista
- Muchacha de campo
- Calígula
- Los intereses creados
- Los miserables
- La plaza de Berkeley
- Escuela de cortesanos